# キャメロン・アーチャー
キャメロン・デズモンド・アーチャー（Cameron Desmond Archer, 2001年12月29日 - ）は、イングランド・ウェスト・ミッドランズ州ウォルソール出身のプロサッカー選手。プレミアリーグ・サウサンプトンFC所属。ポジションはフォワード。

## 経歴

### アストン・ヴィラ
8歳の頃からアストン・ヴィラFCのユースアカデミーに加入。16歳の時点でU-23チームでプレーしていた。
2019年8月27日、EFLカップのクルー・アレクサンドラFC戦に途中出場してプロデビューした。
2020年10月2日にナショナルリーグのソーリハル・ムーアズFCへ期限付き移籍した。10日のキングズ・リン・タウンFC戦にて、プロ初の1試合2得点を記録した。
2021年よりアストン・ヴィラへ復帰し、8月24日にEFLカップ2回戦のバローAFC戦でプロ初のハットトリックを記録。続くチェルシーFCとの3回戦でも得点を記録した。9月25日のマンチェスター・ユナイテッドFC戦にて、プレミアリーグの公式戦初出場を果たした。
2022年1月24日にプレストン・ノースエンドFCへ期限付き移籍した。
2022年8月5日、アストン・ヴィラと新たに5年契約を結んだ。
2023年1月6日、ミドルズブラFCへ期限付き移籍した。

### シェフィールド・ユナイテッド
2023年8月27日にシェフィールド・ユナイテッドFCへ完全移籍し、4年契約を結んだ。移籍金は約1800万ポンド。なお、契約にはシェフィールド・ユナイテッドがEFLチャンピオンシップに降格した場合、アストン・ヴィラへの買い戻しオプションが付随している。

### アストン・ヴィラ復帰
2024年5月17日、シェフィールド・ユナイテッドのEFLチャンピオンシップへの降格が決定後、前述の契約に付随していた買い戻しオプションをアストン・ヴィラが行使し同クラブへ復帰することが発表された。

### サウサンプトン
2024年8月17日、サウサンプトンFCに移籍した。

## 代表歴
2023年、UEFA U-21欧州選手権のイングランド代表に選出され、イスラエルとの準決勝で決勝点を記録するなどして優勝に貢献した。
母方の家系からジャマイカの代表資格も持つ。

## 家族
兄のジョーダン・マクファーレン＝アーチャーもプロサッカー選手。